# MTV Movie & TV Awards 2019
La 28ª edizione degli MTV Movie & TV Awards si è tenuta il 17 giugno 2019 presso il Barker Hangar di Los Angeles, California.
La cerimonia è stata presentata da Zachary Levi.

## Vincitori e candidati
Le candidature sono state annunciate il 14 maggio 2019. I vincitori saranno indicati in grassetto, a seguire gli altri candidati.

### Miglior film
- Avengers: Endgame, regia di Anthony e Joe Russo
- BlacKkKlansman, regia di Spike Lee
- Spider-Man - Un nuovo universo (Spider-Man: Into the Spider-Verse), regia di Bob Persichetti, Peter Ramsey e Rodney Rothman
- Tutte le volte che ho scritto ti amo (To All the Boys I've Loved Before), regia di Susan Johnson
- Noi (Us), regia di Jordan Peele

### Miglior performance in un film
- Lady Gaga - A Star Is Born
- Sandra Bullock - Bird Box
- Lupita Nyong'o - Noi (Us)
- Rami Malek - Bohemian Rhapsody
- Amandla Stenberg - Il coraggio della verità - The Hate U Give (The Hate U Give)

### Miglior serie TV
- Il Trono di Spade (Game of Thrones)
- Big Mouth
- The Haunting (The Haunting of Hill House)
- Riverdale
- Schitt’s Creek

### Miglior performance in una serie
- Elisabeth Moss - The Handmaid's Tale
- Emilia Clarke - Il Trono di Spade (Game of Thrones)
- Gina Rodriguez - Jane the Virgin
- Kiernan Shipka - Le terrificanti avventure di Sabrina (Chilling Adventures of Sabrina)
- Jason Mitchell - The Chi

La candidatura di Jason Mitchell è stata revocata il 29 maggio 2019 per condotte personali scorrette.

### Miglior performance comica
- Dan Levy - Schitt's Creek
- Awkwafina - Crazy & Rich (Crazy Rich Asians)
- John Mulaney - Big Mouth
- Marsai Martin - Little
- Zachary Levi - Shazam!

### Miglior documentario
- Surviving R. Kelly
- At the Heart of Gold: Inside the USA Gymnastics Scandal, regia di Erin Lee Carr
- McQueen, regia di Ian Bonhôte e Peter Ettedgui
- Minding the Gap, regia di Bing Liu
- Alla corte di Ruth - RBG (RBG), regia di Julie Cohen e Betsy West

### Miglior eroe
- Robert Downey Jr. - Avengers: Endgame
- Brie Larson - Captain Marvel
- John David Washington - BlacKkKlansman
- Maisie Williams - Il Trono di Spade (Game of Thrones)
- Zachary Levi - Shazam!

### Miglior cattivo
- Josh Brolin - Avengers: Endgame
- Penn Badgley - You
- Jodie Comer - Killing Eve
- Joseph Fiennes - The Handmaid's Tale
- Lupita Nyong'o - Noi (Us)

### Miglior bacio
- Noah Centineo e Lana Condor - Tutte le volte che ho scritto ti amo (To All the Boys I've Loved Before)
- Jason Momoa ed Amber Heard - Aquaman
- Charles Melton e Camila Mendes - Riverdale
- Ncuti Gatwa e Connor Swindells - Sex Education
- Tom Hardy e Michelle Williams - Venom

### Miglior combattimento
- Brie Larson vs. Gemma Chan - Captain Marvel
- Josh Brolin vs. Chris Evans - Avengers: Endgame
- Maisie Williams vs. Estranei - Il Trono di Spade (Game of Thrones)
- Ruth Bader Ginsburg vs. Inegualità - Alla corte di Ruth - RBG (RBG)
- Becky Lynch vs. Ronda Rousey vs. Charlotte Flair - WrestleMania 35

### Miglior performance più terrorizzante
- Sandra Bullock - Bird Box
- Linda Cardellini - La Llorona - Le lacrime del male (The Curse of La Llorona)
- Rhian Rees - Halloween
- Victoria Pedretti - The Haunting (The Haunting of Hill House)
- Alex Wolff - Hereditary - Le radici del male (Hereditary)

### Miglior performance rivelazione
- Noah Centineo - Tutte le volte che ho scritto ti amo (To All the Boys I've Loved Before)
- Awkwafina - Crazy & Rich (Crazy Rich Asians)
- Ncuti Gatwa - Sex Education
- Haley Lu Richardson - A un metro da te (Five Feet Apart)
- MJ Rodriguez - Pose

### Miglior serie reality
- Love & Hip Hop: Atlanta
- Jersey Shore: Family Vacation
- The Bachelor
- The Challenge
- Vanderpump Rules

### Miglior eroe nella vita reale
- Ruth Bader Ginsburg - Alla corte di Ruth - RBG (RBG)
- Alex Honnold - Free Solo
- Hannah Gadsby - Nanette
- Roman Reigns - WWE SmackDown
- Serena Williams - Being Serena

### Miglior conduttore
- Nick Cannon - Wild N Out
- Gayle King - CBS This Morning
- Trevor Noah - The Daily Show
- Nick Cannon -  The Masked Singer
- RuPaul - RuPaul's Drag Race

### Miglior momento virale
- The Bachelor - Colton Underwood salta la staccionata
- Lindsay Lohan's Beach Club - La danza Lilo
- Love & Hip Hop: Hollywood - Il cappello di Ray J
- Alla corte di Ruth - RBG (RBG) - RBG
- RuPaul's Drag Race - Finale di Asia O'Hara

### Miglior momento musicale
- "Shallow" - A Star Is Born
- "Live Aid" - Bohemian Rhapsody
- "Just a Girl" - Captain Marvel
- "Masquerade" - Le terrificanti avventure di Sabrina (Chilling Adventures of Sabrina)
- "Look at That Butt" - On My Block
- "Seventeen" - Riverdale
- "Sunflower" - Spider-Man - Un nuovo universo (Spider-Man: Into the Spider-Verse)
- "I Think We're Alone Now" - The Umbrella Academy

### MTV Generation Award
- Dwayne Johnson[5]

### MTV Trailblazer Award
- Jada Pinkett Smith[6]